# Máel Coluim I di Strathclyde
Máel Coluim I (fl. X secolo) regnò sullo regno di Strathclyde.
Era forse figlio di re Domnall III e fratello di Amdarch.
Máel Coluim regnò sui Cumbri dal 973, anno in cui secondo Florence di Worcester, il re di Strathclyde incontrò quello d'Inghilterra a Chester, Edgar.